# Mária Terézia-emlékmű (Pozsony)

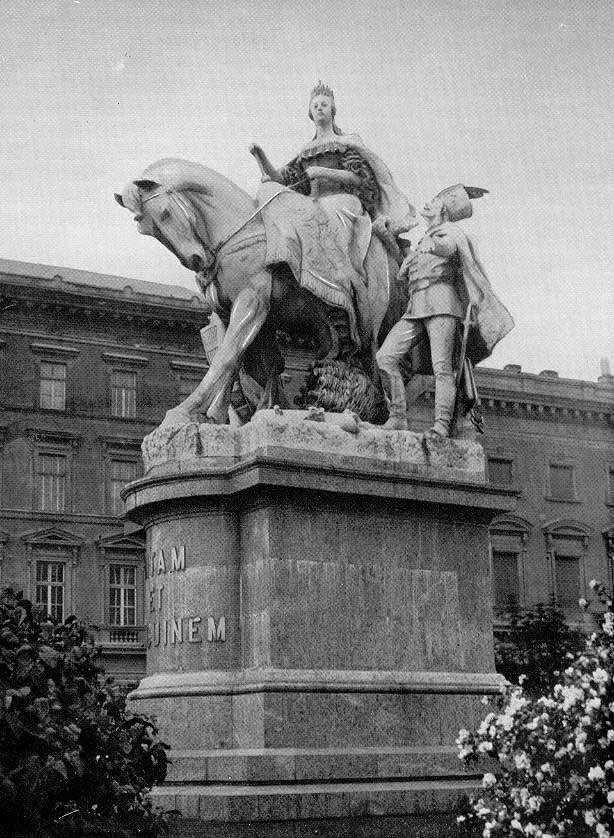
A pozsonyi Mária Terézia-emlékmű

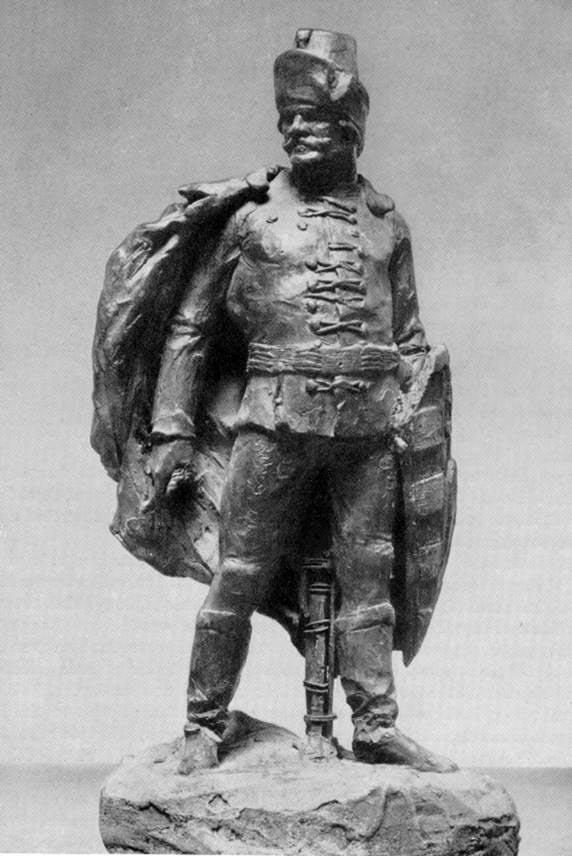
Közvitéz, az emlékmű mellékalakja

A pozsonyi Mária Terézia-emlékmű Fadrusz János alkotása, a művész első nagyszabású munkája, mely egyben országos hírnevét megalapozta. A Koronázási domb téren állt 1897–1921 között.

## Előzmények
A közelgő millenniumi ünnepségek alkalmából országszerte megnőtt az érdeklődés a történelmi múlt és annak ábrázolása iránt. Pozsony városa is régóta tervezte, hogy az egykori koronázási domb helyére méltó emlékművet állít, melynek elkészítésével helyi születésű szobrászművészt akartak megbízni. A mű elkészítésére két művészt tartottak alkalmasnak, Viktor Tilgnert, a bécsi akadémia tanárát és a nemrég feltűnt Fadrusz Jánost. A felkérésre mindkét művész elkészítette terveit. Tilgner a koronázási jelvényeket és egy mellettük fekvő oroszlánt ábrázolt, ami nem nagyon nyerte el a közvélemény tetszését. Fadrusz monumentális emlékművet tervezett, melynek témája a magyar főnemesek kiállása Mária Terézia mellett. Mivel az esemény az 1741-es pozsonyi országgyűlésen zajlott, a témának helyi vonatkozása volt. Az is Fadrusz felé billentette a mérleg nyelvét, hogy ő nem szimbolikus emlékművet tervezett, hanem egy nagyon is életszerű, mindenki számára érthető eseményt jelenített meg: a magyar főurak kardot rántanak Mária Terézia trónja védelmében. Fadrusz az emlékmű megformálására 1892-ben kapta meg a megbízást.
A művész a munka megkezdése előtt végigutazta Európát, hogy megnézze a hasonló emlékműveket. Modelljeit különös gonddal választotta ki, tekintettel volt a korhű ruházatra is, melyet korabeli hiteles darabok alapján készített el. A gipszmintával 1894-ben készült el, ezt ma a pozsonyi Városi Múzeum őrzi. Ezután a gipszmintát az olaszországi Carrarába küldték , ahol az erre a célra kibányászott márványtömbből a művész irányításával többéves kemény munkával faragták ki.

## Az emlékmű leírása

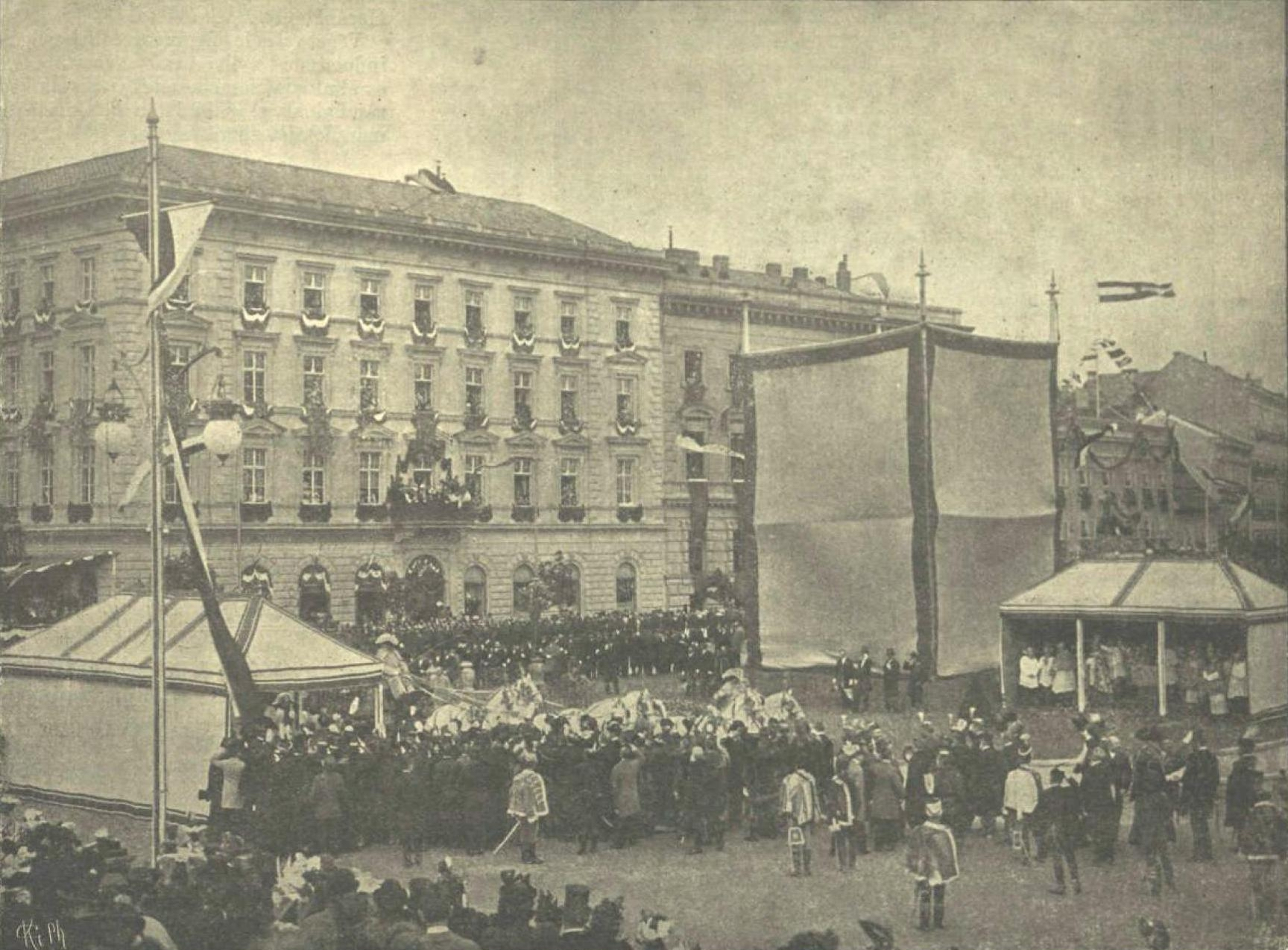
A még leleplezés előtt álló szobor, Ferenc József hat fehér ló által húzott hintójának begördülésekor
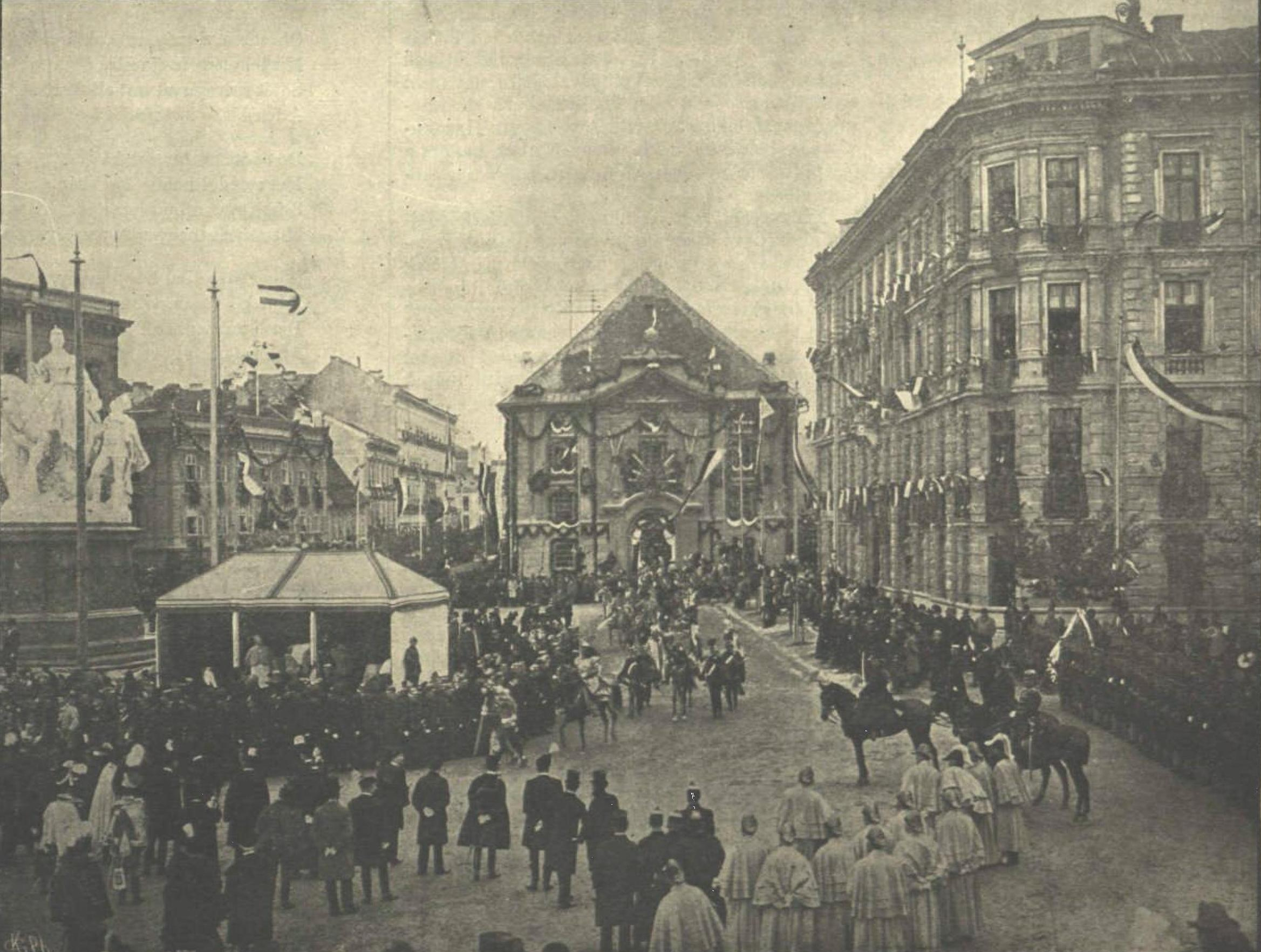
A szobor leleplezése utáni felvonulás
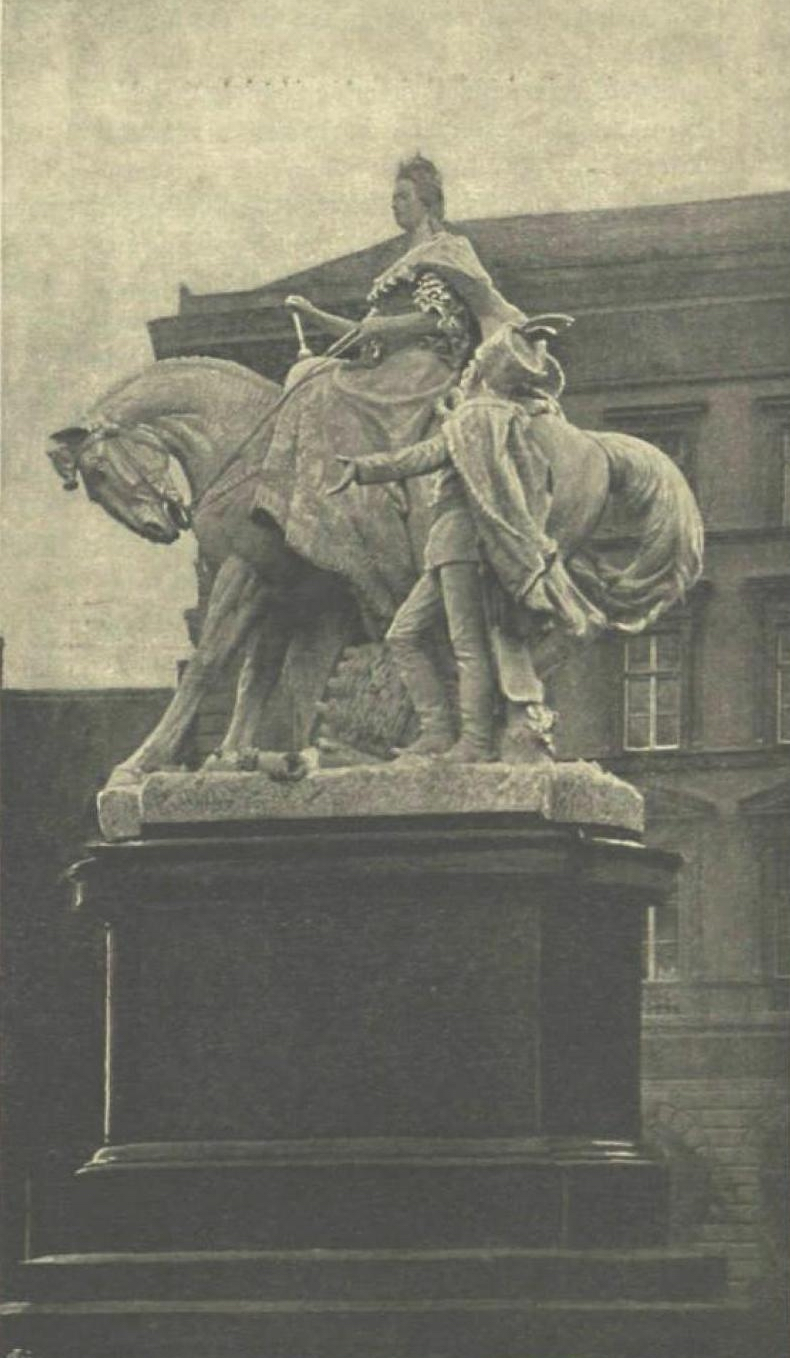
Mária Terézia lovon ülve, egyik kezében a jogarral, fején a koronával
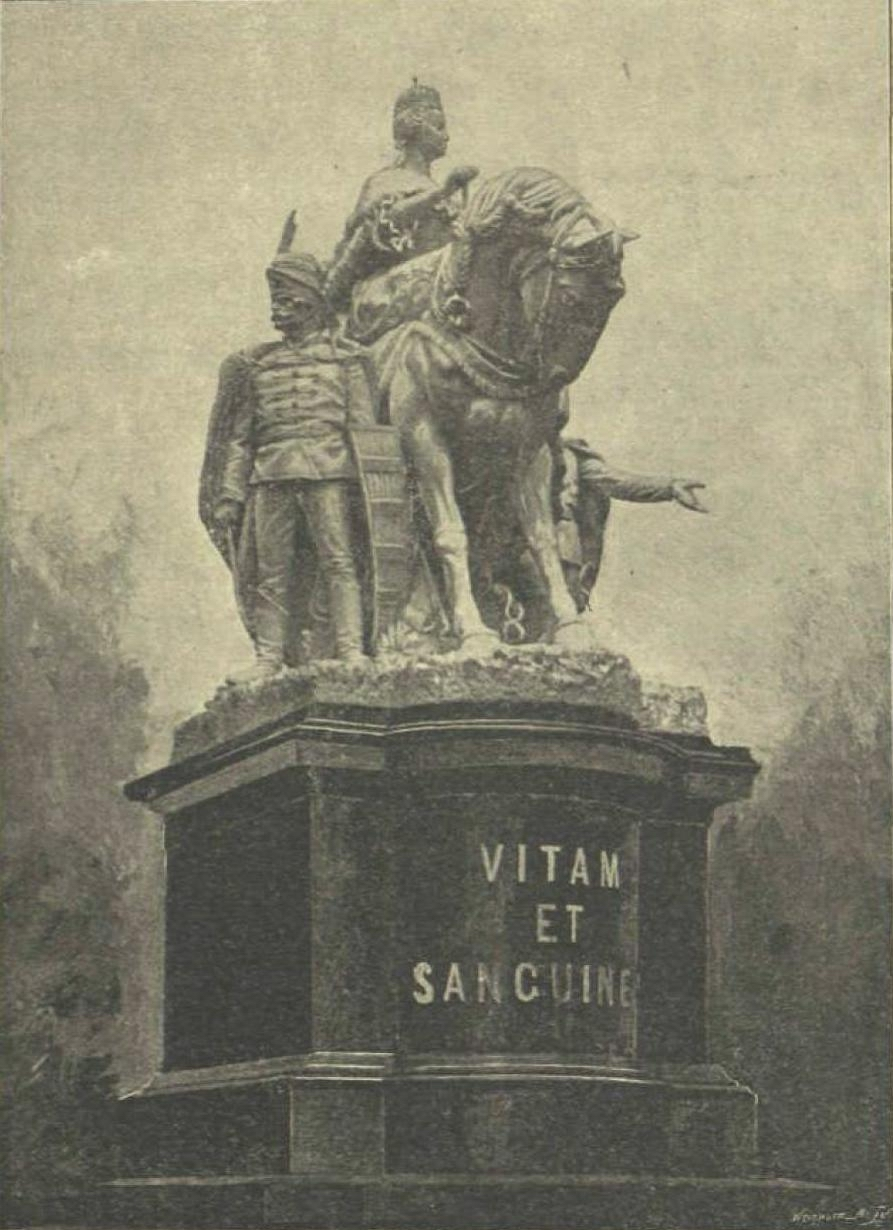
Mária Terézia egyik oldalán egy kuruc vitézzel másikon pedig egy magyar főúrral
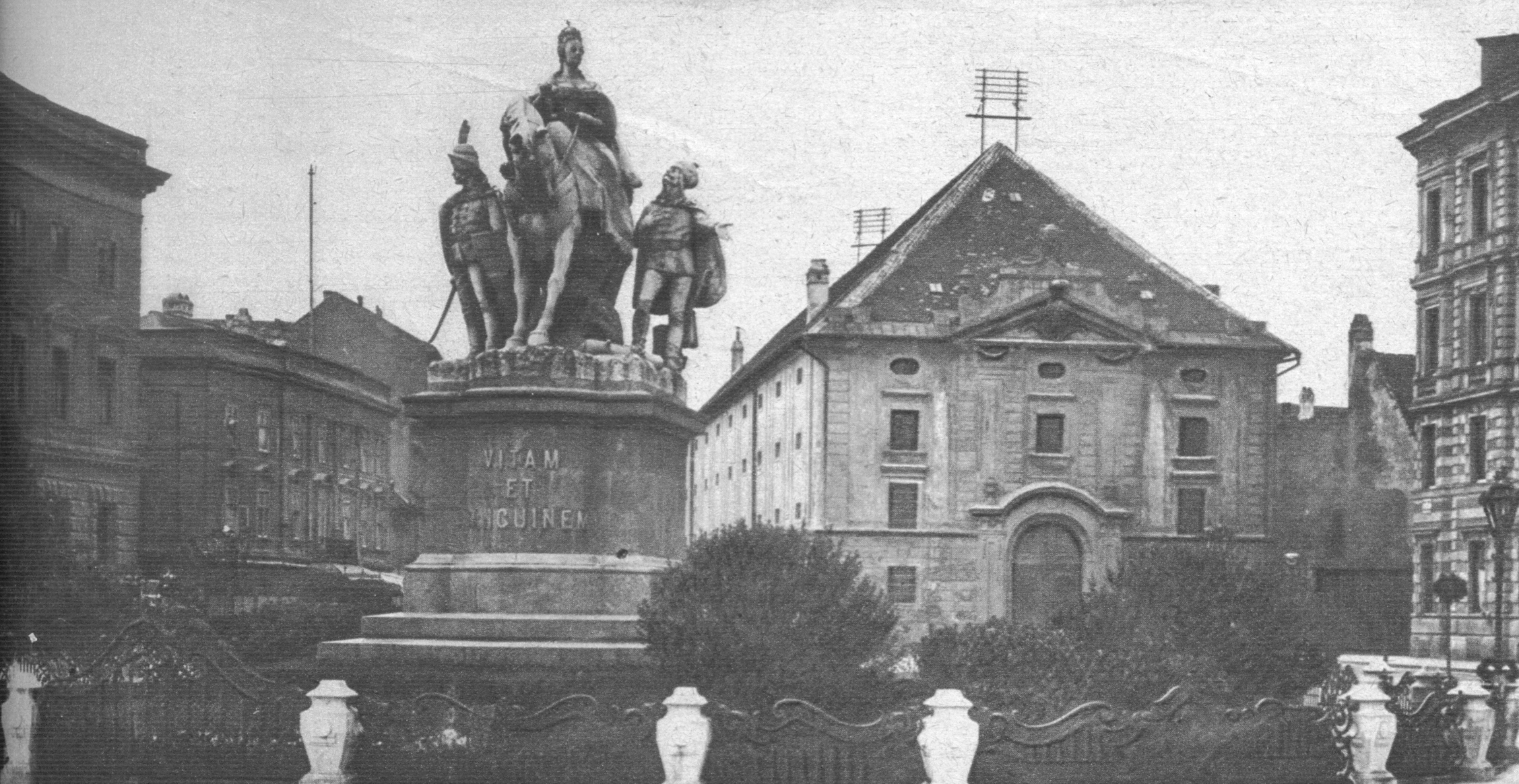
A szobor és egykori környezete 1921 előtt.
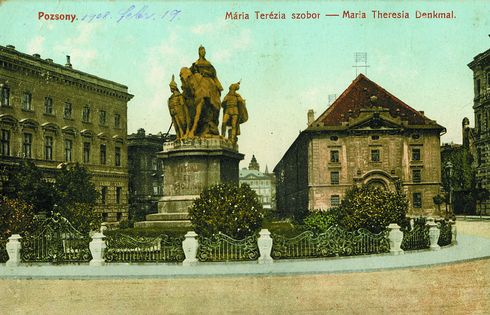
A szobor 1908 előtti képeslapon.

A kétszeres életnagyságban elkészített márvány emlékmű főalakja a királynő lovas szobra. A lovat a művész a bécsi lovarda legszebb ménjéről mintázta. A ló megtorpan, lábait megfeszíti, testét visszarántja, fejét szügyéhez szorítja, így a ló feje elölnézetből sem takarja a királynő alakját. A királynő a kor divatja szerint felhúzott térdekkel üli meg a lovat, magyar díszruhát visel. Arcáról a fiatal nő szépségével párosuló fenség sugárzik, fején a Szent Korona, tekintetével a távolba, a főnemes mutatta irányba néz. Jobbjában lefelé fordított jogart tart, erre támaszkodik, míg baljával a kantárszárat fogja. A ló lábai alatt a nemrég lezajlott csata maradványai, törött ágyú és sánckosár látható. A két mellékalak közrefogja a lovasszobrot, jobbján marcona közvitéz, balján főnemes áll. A királynő finom alakja éles ellentétben áll a mellékalakok erőteljes megformálásával.
A közvitéz alakját sokak szerint saját atlétatermetéről mintázta a művész, és arcvonásai is ezt támasztják alá. Jobbjában kardot, baljában címeres pajzsot tart, szigorú tekintete jobbra, az ellenség felé néz. A főnemes a királynő felé fordul, tekintetét őrá irányítja, jobbját szívéhez szorítja, míg baljával Magyarország felé mutat, mintegy felajánlva az országot a királynőnek. A mellékalakok még jobban kiemelik a főalak figuráját. Az emlékmű talapzatán a latin nyelvű, fémből készült felirat, VITAM ET SANGUINEM, hátoldalán pedig az alábbi felirat volt olvasható: Magyarország fennállásának ezredik évében a királykoronázások emlékére emelte Pozsony Szab. Kir. város közönsége 1896. A barokk kor hangulatát idéző mű tökéletesen illett a városképbe, bár a nagy tér közepén nem tudott tökéletesen érvényesülni. A művész a szobor tájolását is meghatározta: a szobor a Duna felé nézett, a kardját tartó közvitéz Bécs felé, míg az országot felajánló főúr Magyarország felé fordult.

## Az emlékmű sorsa

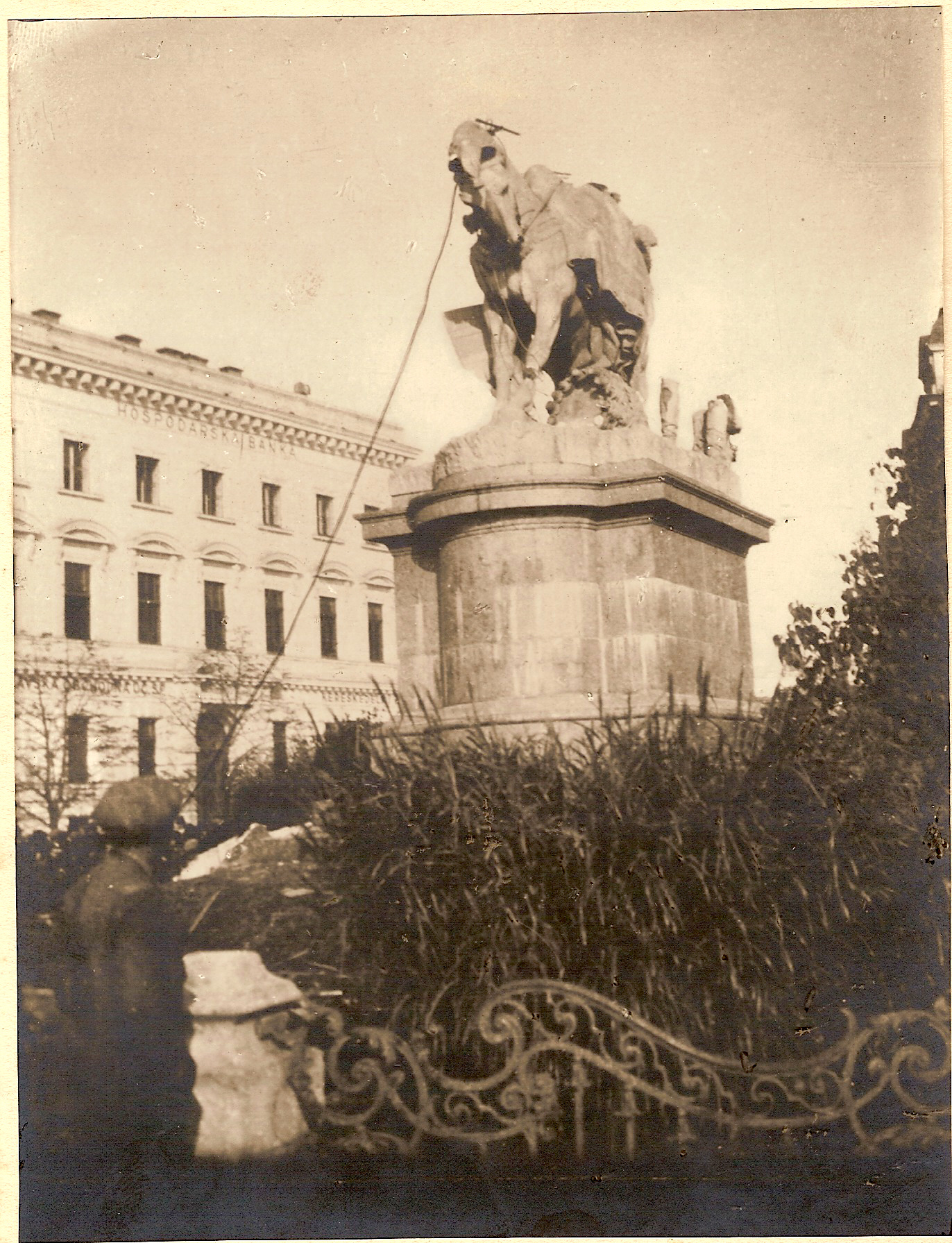
A szobor lerombolása 1921. október 27-én

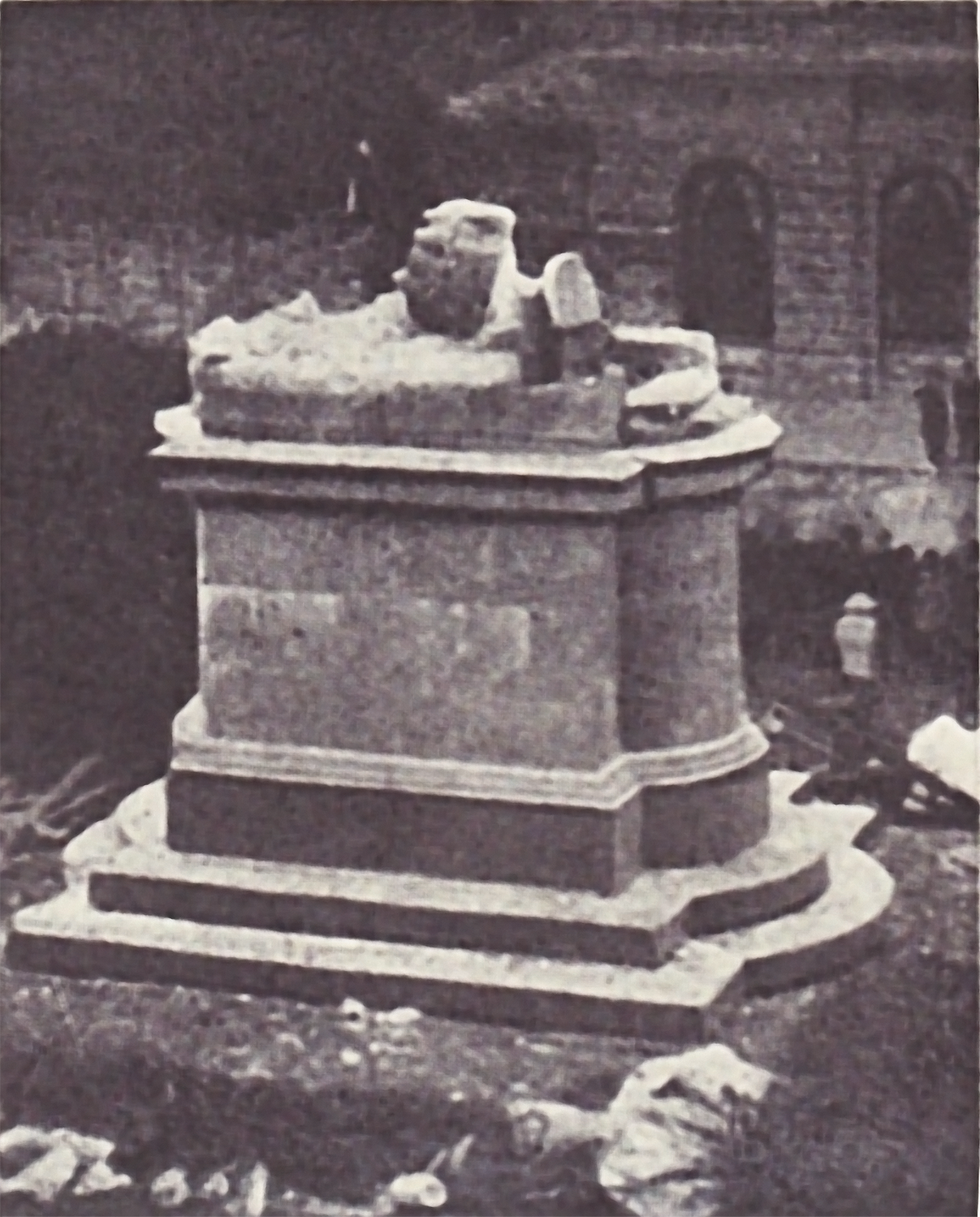
Az elpusztított szobor talapzata

A szobor 1896 őszén érkezett meg Pozsonyba, ahol a Takarékpénztár igazgatósága meleg szavakkal köszöntötte a művészt, akit pályája kezdete óta támogatott. Szépségének gyorsan híre ment, a város lakói sorra zarándokoltak a Duna-partra, hogy gyönyörködjenek benne. Az újságok terjedelmes cikkekben méltatták, kiemelve az emlékmű fenségét és nyugalmát. A szobor leleplezésére 1897. május 16-án került sor, díszes vendégek jelenlétében; ott volt többek között a király, Ferenc Ferdinánd, Stefánia főhercegné, a Pozsonyban lakó Frigyes főherceg és családja, valamint a királyi család több tagja és az ország miniszterei is.
1921. október 26-27-én az éjszaka leple alatt elvakult csehszlovák légiósok egy csoportja ledöntötte és vasdorongokkal a felismerhetetlenségig darabokra zúzta az emlékművet. Legnagyobb egyben maradt márványdarabjából, a ló törzséből faragták ki a szlovák nacionalista politikus, Tyrš szobrát. Az emlékmű töredékeit a pozsonyi magyarok évekig rejtegették, végül egy részük a budapesti Szépművészeti Múzeumba került. Legjobban a két mellékalak feje maradt meg, a többi töredék szinte felismerhetetlen. Egyes darabjai a 32-es honvédek budapesti szobrának talapzatába kerültek, más részük elkallódott.

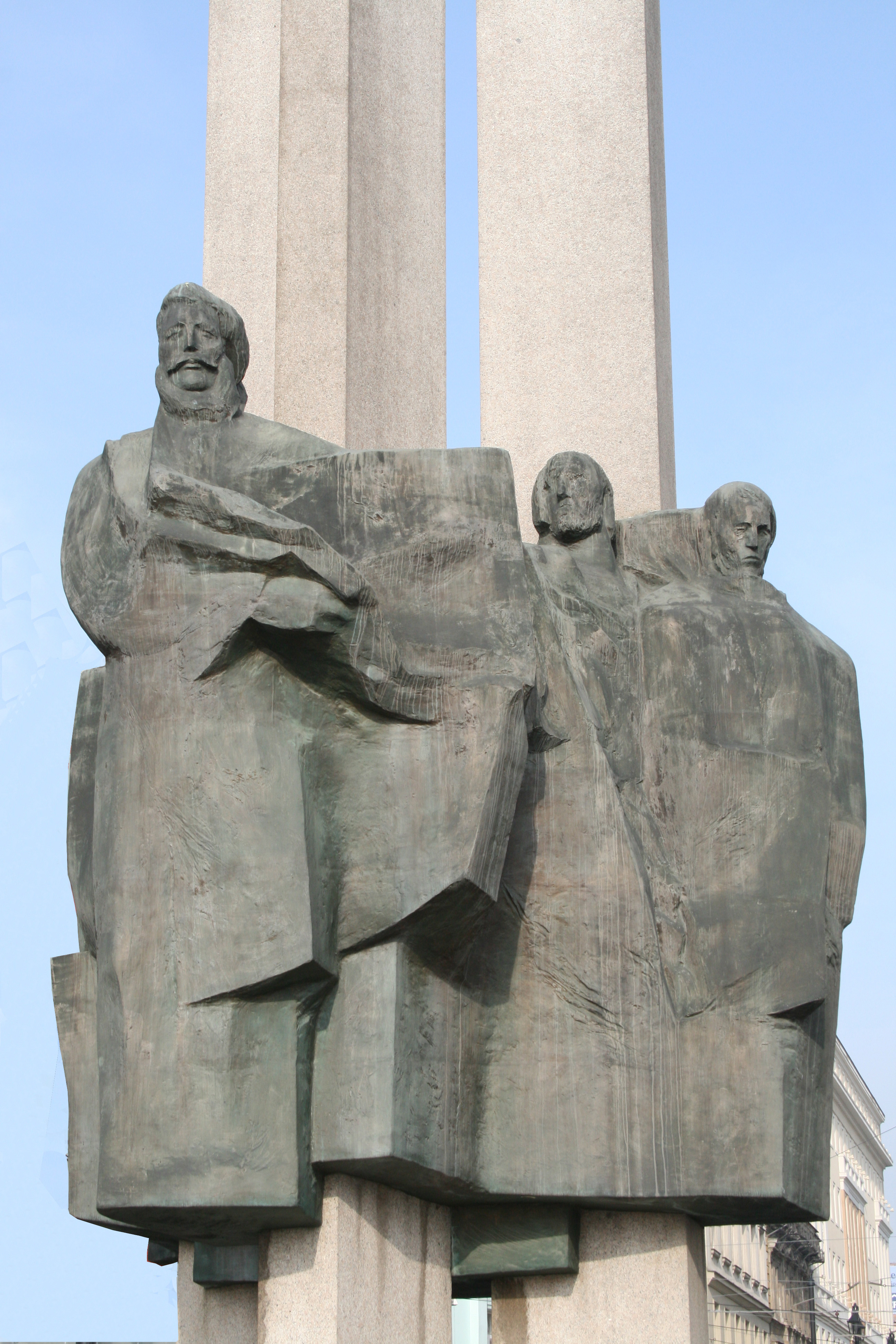
Ľudovít Štúr szobra Pozsonyban

Helyére Bártfay Tibor alkotása, Ľudovít Štúrnak, a szlovák nemzeti mozgalom vezetőjének szoborcsoportja került 1972-ben.
A Pozsonyi Városvédő Egyesület (BOS) kezdeményezése nyomán terv született arra, hogy a szobrot újrafaragják, és minden esély megvolt arra, hogy 2011-ben ismét felállítják az egykori Koronázási domb terén. Az 5000 támogatóval szemben a Matica slovenská 11 ezer ellenző aláírást gyűjtött. A szobor visszatéréséről a pozsonyi városi képviselők döntöttek 2012-ben, és elutasították azt.